# Хари Сингх
Махараджа Хари Сингх (хинди महाराज हरि सिंह, англ. Hari Singh; 21 сентября 1895, Джамму — 26 апреля 1961, Бомбей) — 4-й и последний правитель княжества (махараджа) Джамму и Кашмир.

## Биография
Хари Сингх был единственным сыном принца Амара Сингха (1864—1909), младшего брата махараджи Пратап Сингха. После его смерти в 1925 году Хари Сингх взошёл на престол Кашмира. Вслед за своим дядей новый махараджа пытался провести некоторые реформы в социальной сфере. Вместе с тем Хари Сингх резко отрицательно относился к антиколониальному движению и противодействовал ему как в общеиндийском масштабе, так и в пределах своего княжества. Под влиянием общеиндийских процессов в Кашмире появляются политические партии — в 1932 году основана Национальная Конференция Джамму и Кашмира во главе с Шейхом Абдуллой.
Во время раздела Британской Индии в 1947 году Хари Сингх оказался в сложной ситуации — как и многим индийским князьям, ему пришлось выбирать между присоединением к Индийскому Союзу или к Пакистану. Первому пути мешала личная неприязнь махараджи к Джавахарлалу Неру (кашмирцу по происхождению) и другим лидерам Индийского национального конгресса. С другой стороны, он опасался того, что преимущественно мусульманский Кашмир будет поглощён Пакистаном. Хари Сингх склонялся к третьему пути — провозглашению независимости Кашмира. Летом 1947 года в княжестве начались межобщинные столкновения, и правительство фактически утратило контроль над ситуацией. Началось антимонархическое движение под лозунгом «Махараджа, вон из Кашмира!». 22 октября 1947 года пакистанские вооружённые формирования вторглись в северные регионы княжества, поддержав самопровозглашённое правительство «Свободного Кашмира». 27 октября, после долгих колебаний, Хари Сингх подписал документ о вступлении княжества в Индийский Союз.
Хари Сингх оставался титулярным правителем Кашмира вплоть до упразднения княжества в 1952 году. Последние годы жизни он провёл в Бомбее. Единственный сын и наследник махараджи Каран Сингх впоследствии был губернатором провинции Джамму и Кашмир.

## Семья
Хари Сингх был женат четыре раза. Вместе со своей четвертой женой Махарани Тарой Деви (1910—1967) у него был один сын, наследный принц Каран Сингх.
Супруги:
- Дхарампур Рани Шри Лал Кунверба Сахиба; вышла замуж в Раджкоте 7 мая 1913 года, умерла во время беременности в 1915 году. Детей не было.
- Рани Сахиба; вышла замуж в Чамбе 8 ноября 1915 года, умерла 31 января 1920 года. Детей не было.
- Махарани Дханвант Кунвери Байджи Сахиба (1910-19?); вышла замуж в Дхарампуре 30 апреля 1923 года. Детей не было.
- Махарани Тара Деви Сахиба из Кангры (1910—1967); замужем с 1928 года, разошлись в 1950 году, один ребенок:
  - Наследный принц Каран Сингх (род. 9 марта 1931 года).